# مارتي سيمونز
مارتي سيمونز (بالإنجليزية: Marty Simmons)‏ هو مدرب كرة سلة أمريكي، ولد في 21 فبراير 1965 في لورينسيفيل في الولايات المتحدة.

## روابط خارجية
- مارتي سيمونز على موقع كلية كرة السلة في سبورتس رفرنس.كوم (الإنجليزية)
- مارتي سيمونز على موقع ريلجم (الإنجليزية)
- مارتي سيمونز على موقع كلية كرة السلة في سبورتس رفرنس.كوم (الإنجليزية)